# Tariq Aziz
Tarek Hanna Mikhaïl Issa, mais conhecido como Tariq Aziz ou Mikhail Yuhanna (em árabe: طارق عزيز; em siríaco: ܜܪܩ ܥܙܝܙ; Tel Keppe, 28 de abril de 1936 - Nassíria, 5 de junho de 2015) foi um político iraquiano. Foi ministro dos Negócios Estrangeiros (1983 – 1991), vice-primeiro-ministro do Iraque (1979 – 2003), e conselheiro próximo do antigo presidente Saddam Hussein durante décadas. A sua associação a Saddam data da década de 1950, quando ambos eram ativistas do partido Ba'ath, quando este era ainda um partido ilegal.
Filho de garçom, Aziz conseguiu estudar literatura inglesa na Universidade de Bagdá e formar-se como jornalista, passando a editar o jornal do partido de Hussein, o Baath.
Logo que Saddam Hussein se tornou primeiro-ministro e presidente do Iraque, Aziz foi de facto o chefe do governo. Devido a receios com a sua segurança, Hussein raramente viajava para fora do país, e Aziz, por sua vez, representava o país em cimeiras internacionais. Em Dezembro de 2002, Aziz designou a inspeção à existência de armas de destruição em massa "uma farsa" e a guerra "inevitável". Ao contrário de todos os outros líderes do Iraque, Aziz era um cristão católico de rito caldeu.

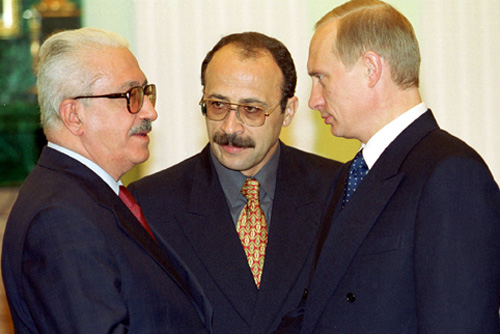
Aziz (a esquerda) se encontrando com o então presidente russo Vladimir Putin, em 2000.

Apesar de ser moderado, a sua longuíssima ligação até ao fim do regime fez com que empreendesse a fuga durante a Invasão do Iraque de 2003. Aziz rendeu-se às forças dos EUA em 24 de abril de 2003.
Em dezembro de 2005/janeiro de 2006, seu estado de saúde deteriorou-se gravemente mas sobreviveu.[carece de fontes?] Não é público o local onde se encontrava detido, mas segundo a Peacereporter estava na prisão de Camp Cropper, perto de Bagdade.
Em janeiro de 2006 pediu asilo político à Croácia, país que se opôs à guerra no Iraque e que não tem militares no país.
Em 11 de março de 2009 foi condenado pelo Alto Tribunal Iraquiano a quinze anos de prisão por sua participação na autorização da execução de 42 comerciantes de farinha no Iraque em 1992, condenados à pena máxima após julgamento sumário por desrespeito ao tabelamento de preços feito pelo governo de Saddam Hussein, após ser inocentado uma semana antes pela morte de manifestantes xiitas no país, em 1999.
Em 26 de outubro de 2010 a sua sentença foi revista e ele foi condenado à morte pelo Alto Tribunal por perseguições religiosas no Iraque durante o governo de Saddam Hussein. Contudo, o então presidente do Iraque, Jalal Talabani, não assinou a ordem de execução de Aziz.
Faleceu em 5 de junho de 2015 em Nassíria, no hospital universitário Hussein, para onde foi levado quando o seu estado piorou. O antigo ministro sofria de insuficiência cardíaca e respiratória e tinha diabetes; os anos de prisão agravaram estes problemas.